# Мексиканські барокові художники

Симон Перейнс, «Воскресіння Христа», після 1570 р. Церква Сан Мігель, місто Пуебла, Мексика.

В перелік увійшла низка європейських, іспанських і місцевих художників за триста років існування місцевого бароко, що пов'язали власну творчість або більшу її частину з Новою Іспанією, як називали іспанці захоплені землі у індіанців сучасної Мексики. Як виняток додані картини тих майстрів, якщо останні були збережені. Роки життя подані лише у тих, про яких збережені відомості.

## Митці XVI століття
- Симон Перейнс (Simon Pereyns бл. 1530—1590), фламандець за походженням
- Хуан Арруе(Juan Arrue)
- Франсіско де Моралес (Francisco de Morales)
- Франсіско де Сумайя(Francisco de Sumaya)
- Бальтасар де Ечаве Оріо (Baltasar de Echave Orio 1548-бл. 1620), баск за походженням, художник і скульптор.

## Художники XVII століття
- Алонсо Лопе де Еррера (1579—1648)

Анонім із Мексики. «Св. Франциск Ассізький і ангельська музика», 17 ст.

- Бальтасар де Ечаве Ібіа (Baltasar de Echave Ibia 1632—1682)
- Хосе Хуарес (José Juárez 1615?—1670?)
- Себастьян Лопес де Артеага (Sebastian Lopez de Arteaga 1610—), послідовник Франсіско де Сурбарана
- Бальтасар де Ечаве Ріоха (Baltasar de Echave Rioja), син Бальтасара де Ечаве Ібіа і учень Хосе Хуареса
- Хуан Корреа (Juan Correa 1646—1716)
- Кристобаль де Вільяльпандо (Cristóbal de Villalpando 1649?—1714)
- Родріго де ла Пьєдра (Rodrigo de la Piedra)
- Антоніо де Сантандер (Antonio de Santander)
- Хуан де Еррера (Juan de Herrera)
- Бернардіно Поло (Bernardino Polo)
- Хуан де Вільялобос (Juan de Villalobos)
- Хуан Сальгьєро(Juan Salguero)

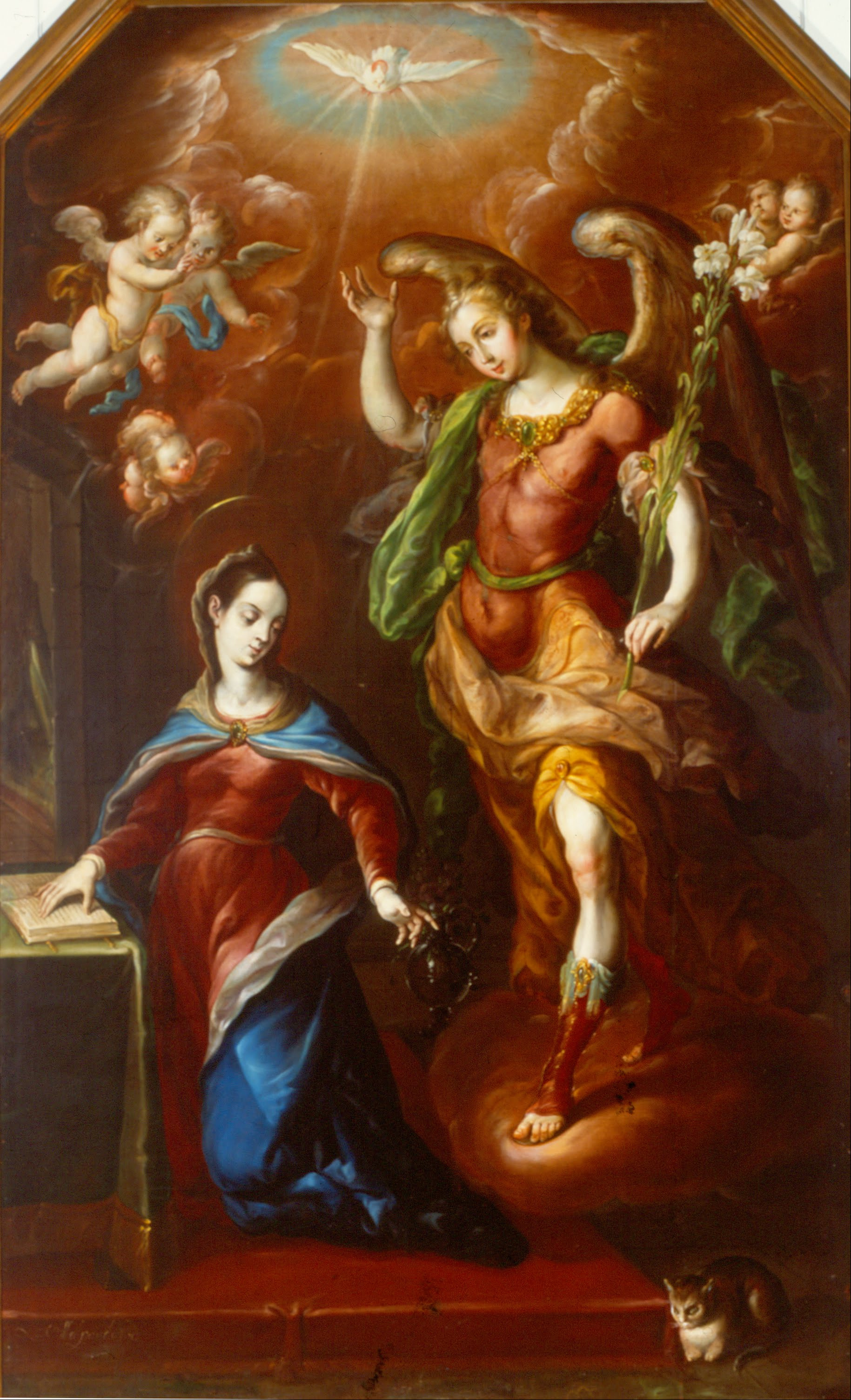
Худ. Кристобаль де Вільяльпандо. «Благовіщення»
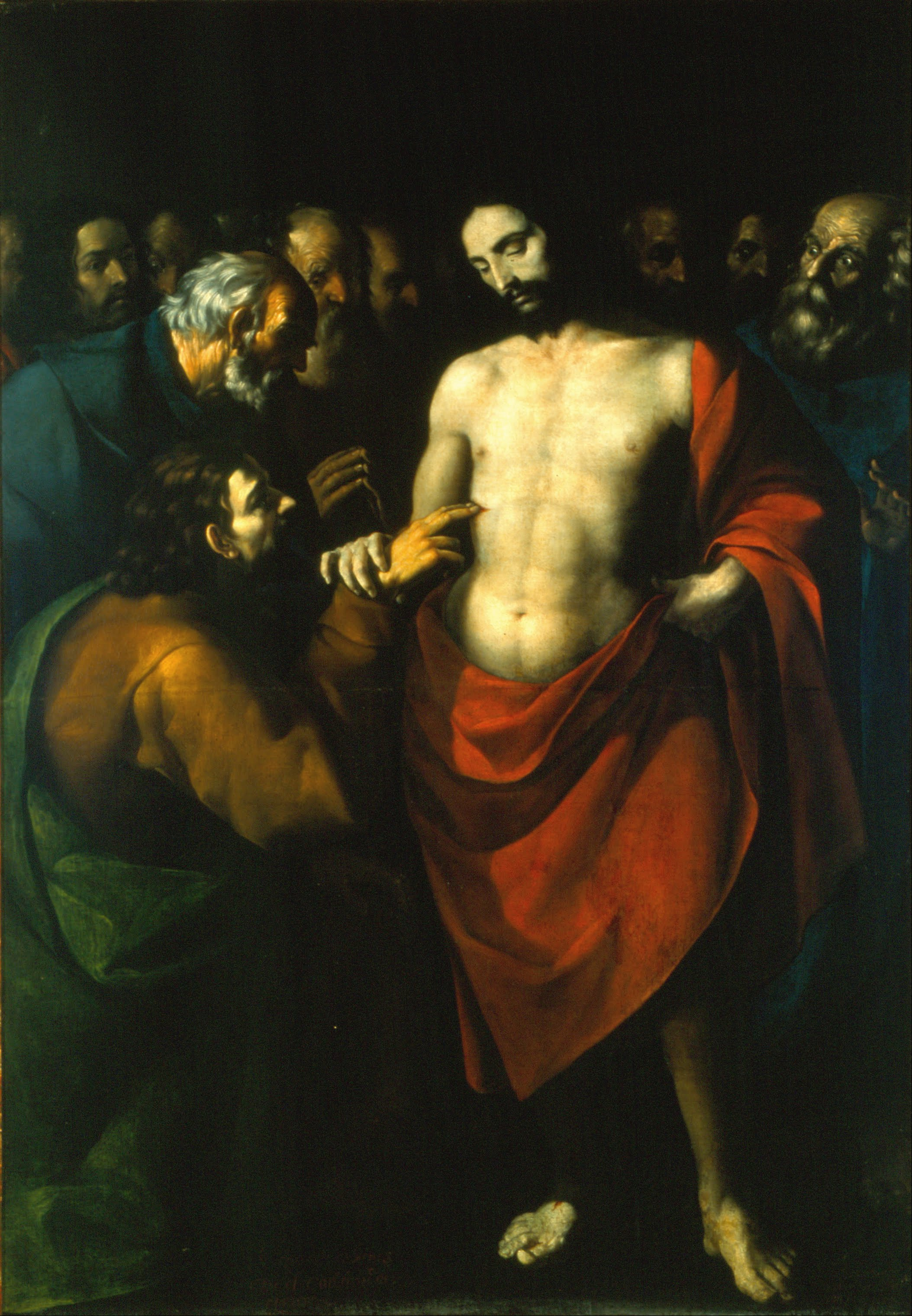
Себастьян Лопес де Артеага, «Переконання Св. апостола Хоми».
Алонсо Лопес де Еррера. «Образ Христа».
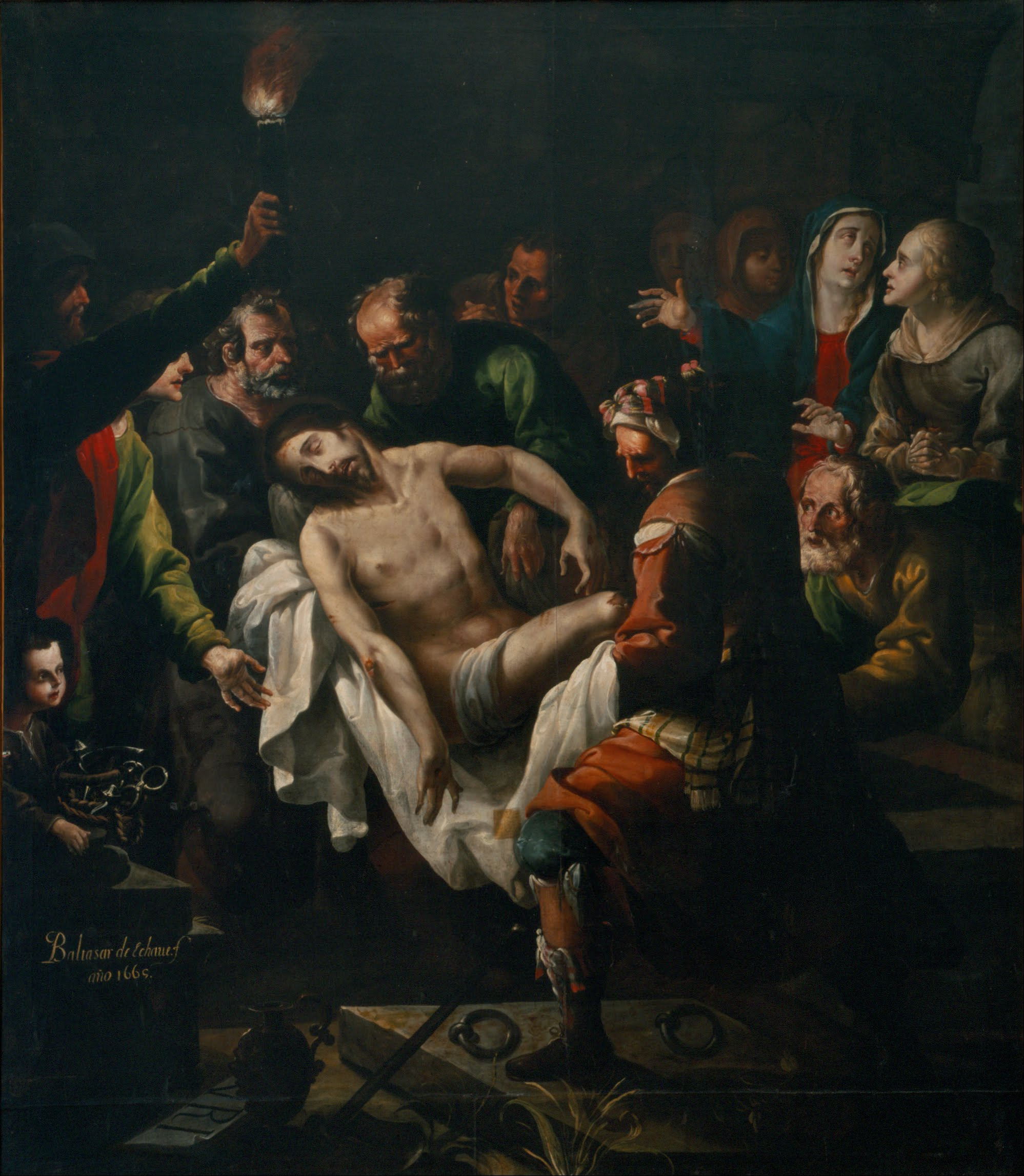
Бальтасар де Ечаве Ріоха.  «Покладання у гріб».

## Митці XVIII століття

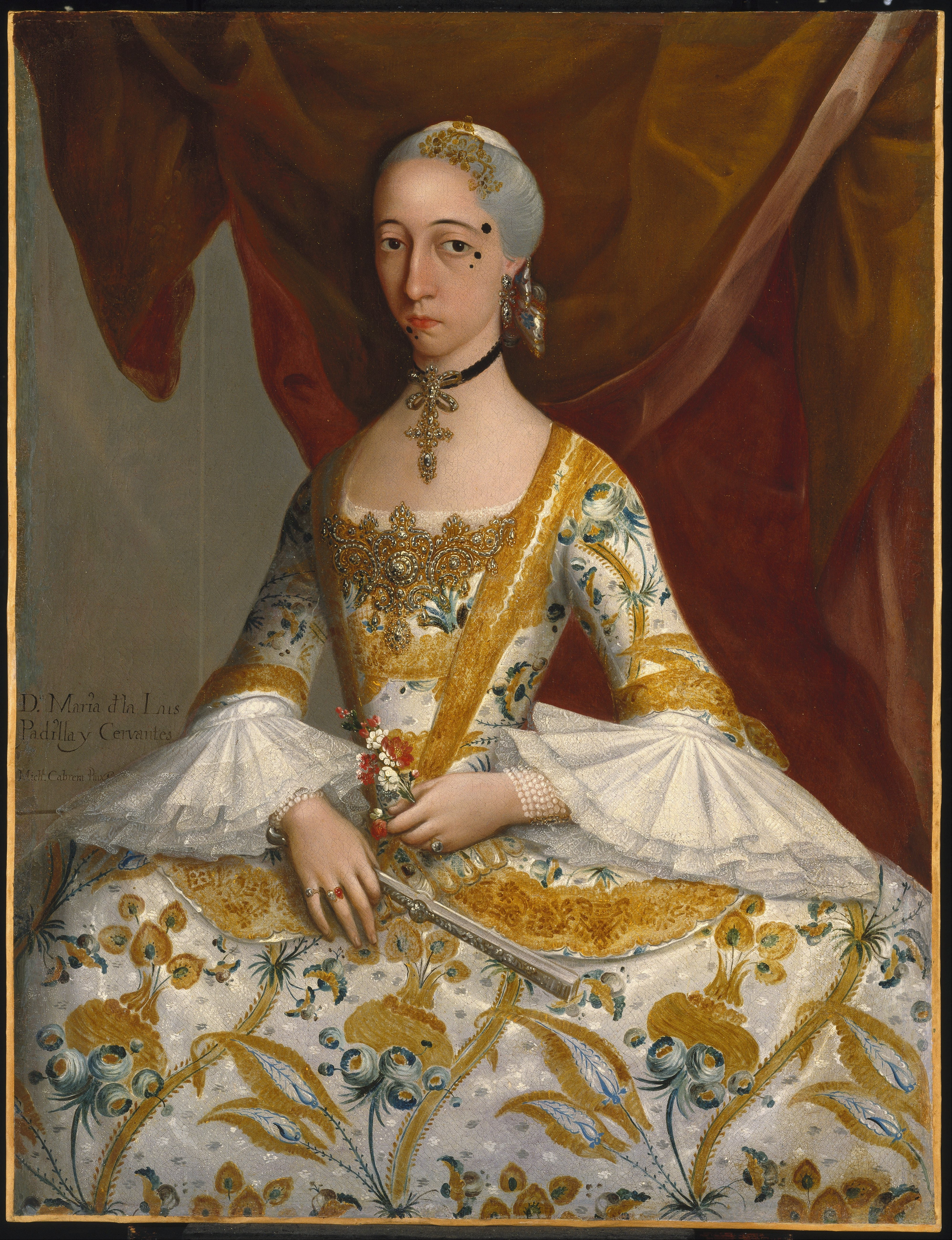
Худ. Мігель Кабрера. «Донья Марія де ла Лус Паділья і Сервантіс», 1760 р. Бруклінський музей, США.

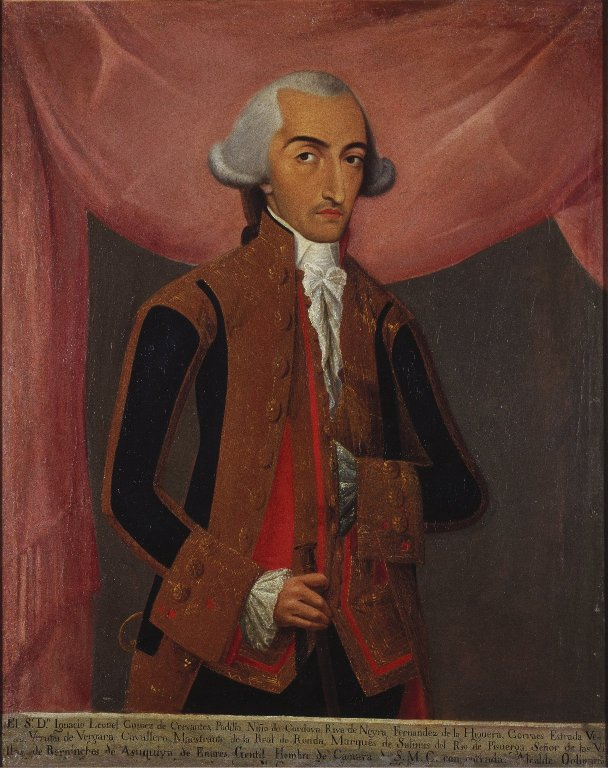
Анонім із Мексики. «Дон Ігнасіо Леонель Гомес Сервантес», 1788 р. Бруклінський музей, США.

- Мануель де Арельяно (Manuel de Arellano 1667—1731)
- Мігель Кабрера  (Miguel Cabrera 1695—1768)
- Ніколас Родрігес Хуарес (Nicolás), брат Хуана Родрігеса
- Juan Родрігес Хуарес (Juan Rodríguez Juárez), брат Ніколаса Родрігеса
- Хосеп Антоніо де Айяла (Joséh Antonio de Ayala)
- Хосе де Ібарра (José de Ibarra 1685—1756)
- Хуан Родрігес Хуарес (Juan Rodríguez Juárez 1675—1728)
- Хосеф Мора (Joseph Mora)
- Луіс Хуарес (Luis Juárez)
- Хосе Альсібар (Jose Alsibar)
- Ігнасіо Марія Барреда (Ignasio Maria Barreda)
- Франсиско Мартінес (Francisco Martínez)
- Андрес Лопес (Andrés López)
- Николас Енрікес (Nicolás Enríquez)
- Хосе Луіс Родрігес Альконедо (José Luis Rodríguez Alconedo 1761—1815)
- Ігнасіо Айяла (Ignacio Ayala 1786—1956)

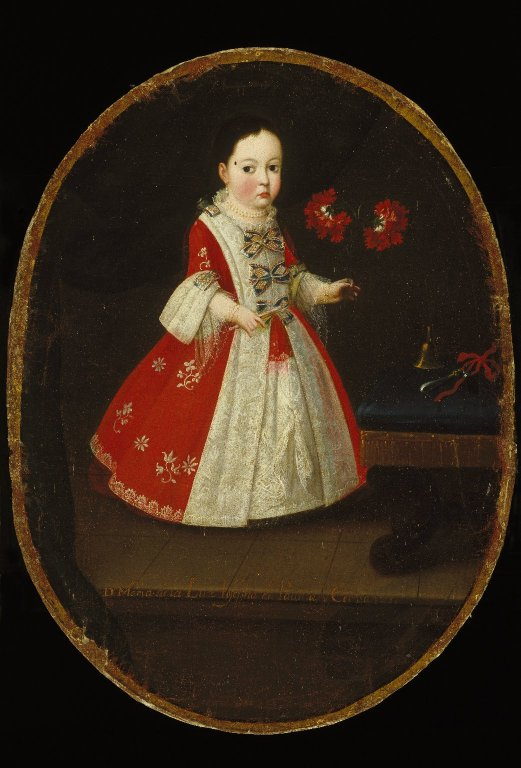
Николас Енрікес. «Донья Марія де ла Лус Паділья і Гомес де Сервантес литиною», до 1737 р. Бруклінський музей, США.
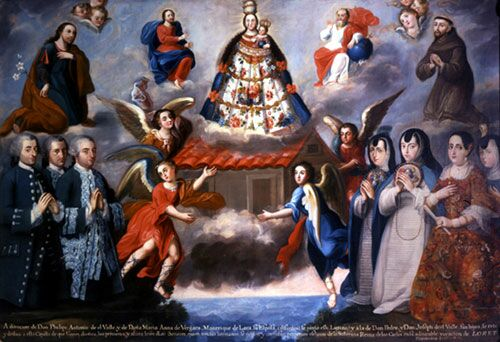
Худ. Хосеп Антоніо де Айяла. «Мадонна Лоретанська і вельможна родина дель Вальє»
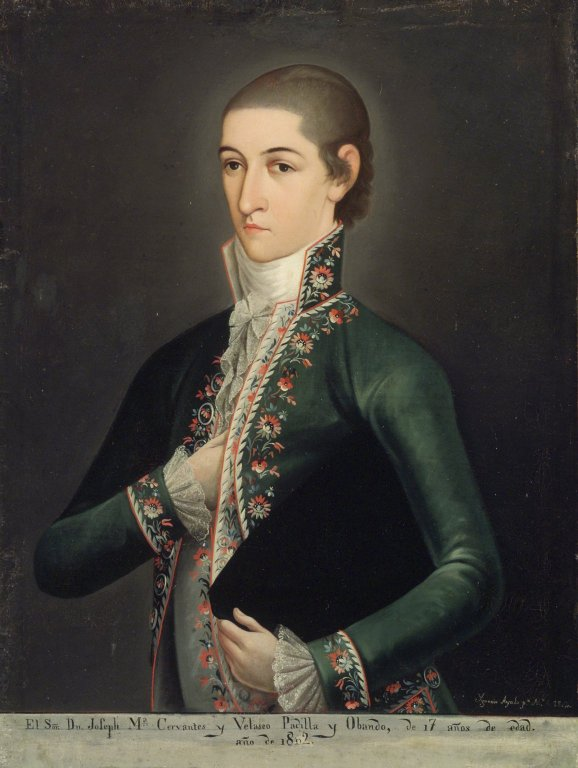
Худ. Ігнасіо Айяла. «Хосе Мария Сервантес у Velasco юнаком». Бруклінський музей, США.